# Martin Jansson
Star Lars Martin Jansson (* 1. Juli 1978 in Mora) ist ein ehemaliger schwedischer Eishockeyspieler, der zuletzt bei Orsa IK unter Vertrag stand.

## Karriere
Martin Jansson begann seine Karriere als Eishockeyspieler bei Mora IK, für die er zunächst von 1996 bis 1999 in der drittklassigen Division 1 spielte. Anschließend erhielt der Angreifer einen Vertrag bei Leksands IF aus der Elitserien, für die er eineinhalb Jahre in der höchsten schwedischen Eishockeyliga aktiv war. Gegen Ende der Saison 2000/01 kehrte Jansson zu Mora IK zurück, der mittlerweile in die zweitklassige HockeyAllsvenskan aufgestiegen war. In der Saison 2003/04 gelang dem Flügelspieler mit seiner Mannschaft gar der Aufstieg in die Elitserien, in der er mit Mora bis zum Abstieg in der Spielzeit 2007/08 auflief. Im Sommer 2008 verpflichteten die Brûleurs de Loups de Grenoble aus der französischen Ligue Magnus den Schweden zusammen mit seinem Landsmann und Teamkollegen Anders Nilsson, mit denen er anschließend die Trophée des Champions gewann. In der Saison 2009/10 gewann er mit Grenoble alle vier nationalen Wettbewerbe – erneut die Trophée des Champions, den Meistertitel, die Coupe de la Ligue und die Coupe de France. Für die Saison 2010/11 wurde er vom schwedischen Fünftligisten Orsa IK verpflichtet.

## Erfolge und Auszeichnungen
- 2004 Aufstieg in die Elitserien mit Mora IK
- 2008 Trophée des Champions mit den Brûleurs de Loups de Grenoble
- 2009 Trophée des Champions mit den Brûleurs de Loups de Grenoble
- 2009 Französischer Meister mit den Brûleurs de Loups de Grenoble
- 2009 Coupe de la Ligue mit den Brûleurs de Loups de Grenoble
- 2009 Coupe de France mit den Brûleurs de Loups de Grenoble